# 世界幻想文学大系
世界幻想文学大系（せかいげんそうぶんがくたいけい）は、国書刊行会より1975年から1986年にかけて数期に分けて刊行された、ヨーロッパ・南北アメリカ文学を軸とした幻想文学の叢書。
責任編集は紀田順一郎と荒俣宏。担当編集者は鈴木宏（現・水声社代表）。
「刊行第一期」で、国書刊行会が1976年度、第12回「日本翻訳出版文化賞」を受賞している。
一部は新装単行版で再刊。ちくま文庫で再刊された作品もある。

## 一覧

### 第一期
- 1 『悪魔の恋』（ジャック・カゾット、渡辺一夫,平岡昇訳）
- 2A『マンク』上（マシュー・グレゴリー・ルイス、井上一夫訳）
- 2B『マンク』下（マシュー・グレゴリー・ルイス、井上一夫訳）
- 3 『ウィーランド』（チャールズ・ブロックデン・ブラウン、志村正雄訳）
- 4 『エジプトのイサベラ』（ルートヴィヒ・アヒム・フォン・アルニム、深田甫訳）
- 5A『放浪者メルモス』上（C.R.マチューリン、富山太佳夫訳）
- 5B『放浪者メルモス』下（C.R.マチューリン、富山太佳夫訳）
- 6 『セラフィタ』（オノレ・ド・バルザック、沢崎浩平訳）
- 7 『ミイラ物語』（テオフィル・ゴーチェ、田辺貞之助訳）
- 8 『魔性の女たち』（ジュール・バルベー・ドールヴィイ、秋山和夫訳）
- 9 『魔術師』（ウィリアム・サマセット・モーム、田中西二郎訳）
- 10『魔女の箒』（ウォルター・デ・ラ・メア、脇明子訳）
- 11『悪魔の陽の下に』（ジョルジュ・ベルナノス、木村太郎訳）
- 12『詩人と狂人達』（G.K.チェスタトン、福田恆存訳） - 実質は中村保男訳
- 13『現代ドイツ幻想短篇集』（グスタフ・マイリンクほか、前川道介編訳）
  - 「灼熱の兵士」（グスタフ・マイリンク、藤井倫具訳）
  - 「壜の上の男」（グスタフ・マイリンク、藤井倫具訳）
  - 「石油綺譚」（グスタフ・マイリンク、藤井倫具訳）
  - 「ひそかに鼓動する都会―プラークの魅力 1」（グスタフ・マイリンク、藤井倫具訳）
  - 「神秘の都―プラークの魅力 2」（グスタフ・マイリンク、藤井倫具訳）
  - 「C・3・3」（ハンス・ハインツ・エーヴェルス（英語版）、石川實訳）
  - 「カディスのカーニヴァル」（ハンス・ハインツ・エーヴェルス、石川實訳）
  - 「スターニスラワ・ダスプの遺言」（ハンス・ハインツ・エーヴェルス、石川實訳）
  - 「ファン・セラノの手記」（カール・ハンス・シュトローブル（英語版）、前川道介訳）
  - 「噂」（ヴィルヘルム・フォン・ショルツ（英語版）、前川道介訳）
  - 「窓の顔」（ヴィルヘルム・フォン・ショルツ、鈴木潔訳）
  - 「ヴィンチガウのペスト」（ヤーコプ・ヴァッサーマン、石川實訳）
  - 「ハーシェルと幽霊」（アルブレヒト・シェッファー（ドイツ語版）、石川實訳）
  - 「人殺し」（アレクサンダー・M・フライ（英語版）、波田節夫訳）
  - 「楽しい一日」（クラウス・マン、波田節夫訳）
  - 「エリダノス号」（クリスタ・ライニヒ（英語版）、前川道介訳）
  - 「ヴェニスの或る暖爐取付け工の身の毛もよだつ体験」（アルフレート・アンデルシュ、波田節夫訳）
  - 「シュペルトの旅籠」（ヴェルナー・ベルゲングリューン（英語版）、深見茂訳）
  - 「踊る足」（ヴェルナー・ベルゲングリューン、深見茂訳）
  - 「冥合の術」（ヴェルナー・ベルゲングリューン、深見茂訳）
- 14『万霊節の夜』（チャールズ・ウィリアムズ（英語版）、蜂谷昭雄訳）
- 15『創造者』（ホルヘ・ルイス・ボルヘス、鼓直訳）

### 第二期
- 16A『ペルシーレスとシヒスムンダの苦難』上（ミゲル・デ・セルバンテス、荻内勝之訳）
- 16B『ペルシーレスとシヒスムンダの苦難』下（ミゲル・デ・セルバンテス、荻内勝之訳）
- 17『招霊妖術師』（フリードリヒ・シラー、石川実訳）
- 18『侏儒ペーター』（クリスティアン・ハインリッヒ・シュピース（英語版）、波田節夫訳）
- 19『サラゴサ手稿』（ヤン・ポトツキ、工藤幸雄訳）
- 20『カシオペアのΨ』（シャルルマーニュ＝イシール・ドフォントネー（英語版）、秋山和夫訳）
- 21『シャンパヴェール悖徳物語』（ペトリュス・ボレル（英語版）、川口顕弘訳）
- 22『ファンタステス』（ジョージ・マクドナルド、蜂谷昭雄訳）
- 23A『ワイルダーの手』上（ジョセフ・シェリダン・レ・ファニュ、日夏響訳）
- 23B『ワイルダーの手』下（ジョセフ・シェリダン・レ・ファニュ、日夏響訳）
- 24『神秘の薔薇』（W.B.イェイツ、井村君江, 大久保直幹訳）
  - 「ケルトの薄明」（大久保直幹訳）
  - 「月の沈黙を友として」（大久保直幹訳）
  - 「神秘の薔薇」（井村君江, 大久保直幹訳）
  - 「錬金術の薔薇」（井村君江, 大久保直幹訳）
  - 「掟の銘板」（井村君江, 大久保直幹訳）
  - 「三博士の礼拝」（井村君江, 大久保直幹訳）
- 25『小悪魔』（アレクセイ・M.レーミゾフ（英語版）、安井侑子訳）
  - 「小悪魔」
  - 「魔女ザノーファ」
  - 「火事」
  - 「小象」
  - 「お陽さまを追って」
- 26『アカシャ年代記より』（ルドルフ・シュタイナー、高橋巖訳）
- 27A『アルラウネ』上（ハンス・ハインツ・エーヴェルス（英語版）、麻井倫具, 平田達治訳）
- 27B『アルラウネ』下（ハンス・ハインツ・エーヴェルス、麻井倫具, 平田達治訳）
- 28A『アルクトゥルスへの旅』上（デヴィッド・リンゼイ、荒俣宏訳）
- 28B『アルクトゥルスへの旅』下（デヴィッド・リンゼイ、荒俣宏訳）
- 29『夢想の秘密』（ジェイムズ・ブランチ・キャベル（英語版）、杉山洋子訳）
- 30『秘密の武器』（フリオ・コルタサル、木村栄一訳）

### 第三期
- 31A『東方の旅』上（G.ド・ネルヴァル、篠田知和基訳）
- 31B『東方の旅』下（G.ド・ネルヴァル、篠田知和基訳）
- 32A『不思議な物語』上（E.ブルワ＝リットン、中西敏一訳）
- 32B『不思議な物語』下（E.ブルワ＝リットン、中西敏一訳）
- 33『十九世紀フランス幻想短篇集』（J・ロランほか、川口顕弘編訳）
  - 「謎のスケッチ」（エルクマン＝シャトリヤン（英語版））
  - 「古代の指輪」（サミュエル＝H・ベルトゥー（英語版））
  - 「死の刻限」（アベル・ユゴー（フランス語版））
  - 「胸騒ぎ - 深夜の饗宴」（ペトリュス・ボレル（英語版））
  - 「幽霊」（アロイジュス・ブロック（英語版））
  - 「高名な魔術使」（アルチュール・ゴビノー）
  - 「トビアス・グヮルネリウス」（シャルル・ラブー（英語版））
  - 「コモール伯 - 〈パンを求める人〉の語れる物語」（エミール・スヴェストル（英語版））
  - 「眼蓋のない眼」（フィラレート・シャール（英語版））
  - 「白い廿日鼠」（エジェジップ・モロー（英語版））
  - 「マンドラゴラ」（ジャン・ロラン（英語版））
  - 「贋の鳥」（カチュール・マンデス）
  - 「死者たちの対話」（フランソワ・コペ）
  - 「夢 - 抜萃篇、第二部」（グザヴィエ・フォルヌレ）
  - 「未来の新聞」（シャルル・クロ）
  - 「恋に狂って死んだ小石 - 月から落ちて来た小咄」（シャルル・クロ）
  - 「クシペユ」（J・H・ロニ兄）
- 34『ロシア神秘小説集』（A.K.トルストイほか、川端香男里編）
  - 「吸血鬼」（アレクセイ・コンスタンチーノヴィチ・トルストイ、 栗原成郎訳）
  - 「吸血鬼の家族 - ある男の回想より」（アレクセイ・コンスタンチーノヴィチ・トルストイ、栗原成郎訳）
  - 「三百年後の出会い」（アレクセイ・コンスタンチーノヴィチ・トルストイ、川端香男里訳）
  - 「恐ろしき占い」（A・A・ベストゥージェフ＝マルリンスキイ（英語版）、金沢美知子訳）
  - 「シルフィッド - ある分別家の手記より」（ウラジーミル・フョードロヴィチ・オドーエフスキイ（英語版）、望月哲男訳）
  - 「思いがけない客」（ミハイール・ニコラエヴィチ・ザゴスキン（英語版）、西中村浩訳）
  - 「シトース」（ミハイール・ユリエヴィチ・レールモントフ、松橋薫訳）
  - 「夢」（イワン・セルゲーエヴィチ・トゥルゲーネフ、斉藤陽一訳）
- 35『英国ロマン派幻想集』（E.ダーウィンほか、荒俣宏編訳）
  - 「伝承と秘儀」（ウォルター・クレーン）
  - 「夏の女王」（ウォルター・クレーン）
  - 「栄光の手」（リチャード・バラム（英語版））
  - 「ロマー・マウル」（ジョン・クーパー・ポウイス（英語版））
  - 「過ぎ去った王国の女王」（アルフレッド・エドガー・コッパード）
  - 「リアンノンの霊鳥」（ケーニス・モリス（英語版））
  - 「乙女たちの悪夢」（アンナ・キングスフォード）
  - 「夢日記」（アンナ・キングスフォード）
  - 「小鬼の市」（クリスティーナ・ロセッティ）
  - 「召された乙女」（ダンテ・ガブリエル・ロセッティ）
  - 「自然と超自然の博物誌」（ロバート・カーク）
  - 「秘密の共和国」（ロバート・カーク）
  - 「植物の愛」（エラズマス・ダーウィン）
  - 「新旧ロマンス篇」（ヴァーノン・リー（英語版））
  - 「まぼろしの恋人」（ヴァーノン・リー）
  - 「忌まわしき呪い」（エリック・リンクレーター（英語版）、広田耕三訳）
  - 「海賊船長スローターボード氏」（マーヴィン・ピーク、高木国寿訳）
- 36『ヘンリー・ブロッケン』（W.デ・ラ・メア、鈴木耀之介訳）
  - 「ヘンリー・ブロッケン - 豊かで不思議な、想像を絶するロマンスの領域におけるその旅と冒険」
- 37『第三の魔弾：コンキスタドール異聞』（レオ・ペルッツ、前川道介訳）
- 38A『西の窓の天使』上（グスタフ・マイリンク、佐藤恵三, 竹内節訳）
- 38B『西の窓の天使』下（グスタフ・マイリンク、佐藤恵三, 竹内節訳）
- 39『オーランドー：伝記』（V.ウルフ、杉山洋子訳）
- 40『神秘のカバラー』（ダイアン・フォーチュン、大沼忠弘訳）
- 41『現代イタリア幻想短篇集』（I.カルヴィーノほか、竹山博英編訳）
  - 「返されなかった青春」（ジョヴァンニ・パピーニ（英語版））
  - 「自分を失った男」（ジョヴァンニ・パピーニ）
  - 「禁じられた音楽」（アルド・パラッツェスキ（英語版））
  - 「「人生」という名の家」（アルベルト・サヴィニオ）
  - 「巡礼」（マッシモ・ボンテンペッリ）
  - 「ゴキブリの海」（トンマーゾ・ランドルフィ）
  - 「コロンブレ」（ディーノ・ブッツァーティ）
  - 「魔法の上着」（ディーノ・ブッツァーティ）
  - 「壮麗館」（アルベルト・モラヴィア）
  - 「パパーロ」（アルベルト・モラヴィア）
  - 「アルゼンチン蟻」（イタロ・カルヴィーノ）
  - 「猿の女房」（ジョヴァンニ・アルピーノ）
  - 「娘は魔女」（ジョヴァンニ・アルピーノ）
  - 「ケンタウロスの探究」（プリーモ・レーヴィ）
  - 「虚偽の王国」（ジョルジョ・マンガネッリ）
  - 「ある鰯の自伝」（ルイージ・マレルバ（英語版））
  - 「リゲーア」（ジュセッペ・ランペドゥーサ）
- 42A『ヘリオーポリス』上（エルンスト・ユンガー、田尻三千夫訳）
- 42B『ヘリオーポリス』下（エルンスト・ユンガー、田尻三千夫訳）
- 43『夢の本』（J・L・ボルヘス、堀内研二訳）
- 44『月世界への旅』（マージョリー・H.ニコルソン（英語版）、高山宏訳）
- 45『普遍の鍵』（P.ロッシ（イタリア語版）、清瀬卓訳）